# 데이드림 (프로게이머)
데이드림(본명: 강경민, 1995년 6월 19일 ~ )은 대한민국의 전직 리그 오브 레전드 프로게이머이다. 선수 시절 아이디는 DayDream이며 포지션은 정글이었다.

## 선수 생활
2013년 제닉스 스톰에 입단하면서 프로 커리어를 시작했다.
2013년 10월, CJ 엔투스 블레이즈에 입단했다. 2013-2014 윈터 시즌에는 챔피언스에서 조기에 탈락했지만 NLB에서 팀의 우승에 기여했다. 스프링 시즌에서도 팀의 4강 진출에 기여했다. 하지만 서머 시즌에는 좋지 못한 모습을 보여주었다.
2015시즌을 앞두고 키드 스타스에 입단했다. 스프링 시즌 팀의 준우승에 기여했다. 스프링 시즌 종료 이후 팀에서 퇴단했다.
2016시즌을 앞두고 CJ 엔투스에 입단했다.
2016년 5월, 데토네이션 포커스미에 입단했다. 팀의 주전 정글러로 활동했으며 서머 시즌 팀의 준우승에 기여했다.
2017년 1월, SCARZ에 입단했다. 2017년 4월, 팀에서 퇴단했다.

## 소속팀
| # | 팀명                | 소속 기간             | 소속 리그 | 비고 |
| - | ------------------- | --------------------- | --------- | ---- |
| 1 | 제닉스 스톰         | 2013~2013.10          | LCK       |      |
| 2 | CJ 엔투스 블레이즈  | 2013.10.05~2014.11.03 | LCK       |      |
| 3 | 키드 스타스         | 2014.12.11~2015.04.26 |           |      |
| 4 | CJ 엔투스           | 2016.02.16~2016.04.11 | LCK       |      |
| 5 | 데토네이션 포커스미 | 2016.05.20~2016.11.01 | LJL       |      |
| 6 | SCARZ               | 2017.01.31~2017.04.02 |           |      |

## 수상 내역
- LoL 클럽 마스터즈 2013 준우승
- 월드 사이버 게임즈 2013 금메달
- ZOTAC 나이스게임TV 리그 오브 레전드 배틀 윈터 2013-2014 우승
- 서킷 브라질리언 리그 오브 레전드 스프링 2015 준우승
- 리그 오브 레전드 재팬 리그 서머 2016 준우승